# Тревор Слеттері
Тревор Слеттері (англ. Trevor Slattery) — персонаж кіновсесвіту Marvel, якого грає Бен Кінґслі. Він актор, найнятий для зображення легендарного лідера терористичної організації «Десять кілець», відомого як «Мандарин», він вперше з'явився у фільмі «Залізна людина 3» (2014) і повторив цю роль у короткометражці «Хай живе король» (2014) та у фільмі «Шан-Чі та легенда десяти кілець» (2021), де з'являється справжній лідер «Десяти кілець» Венву. Він також з'явиться в майбутньому серіалі «Диво-людина» (2025).
Загальна реакція на персонажа була неоднозначною: багато шанувальників коміксів критикували персонажа і те, як його розкриття вплинуло на зображення Мандарина у фільмі, тоді як інші захищали цей поворот, відзначаючи його соціальний коментар і те, як він уникнув расистської карикатури Мандарина з коміксів.

## Вигадана біографія

### «Залізна людина 3»
Слеттері є знехтуваним наркозалежним актором, якого наймає Олдріч Кілліан і аналітичний центр «А.І.М.», щоб він зображував легендарного терориста під псевдонімом «Мандарин» — організатора і лідера терористичної організації «Десять кілець», чинячи тиск на уряд США. Слеттері знімається в пропагандистських відеороликах, що транслюються по всьому світу як прикриття для вибухових експериментів Кілліана з програмою «Екстреміс». Слеттері живе, не звертаючи уваги на справжній сенс своїх дій, в оточенні багатства і наркотиків, наданих «А.І.М.». В кінцевому підсумку, Тоні Старк розкриває справжню особистість Тревора і вбиває Кілліана. Після цього, Слеттері заарештовують, проте він продовжує насолоджуватися популярністю, яку він отримав після арешту.

### «Хай живе король»
У в'язниці Сігейт Слеттері живе в розкоші, зі своїм особистим «дворецьким» і шанувальниками серед інших співкамерників, поки його не визволяє Джексон Норріс — учасник реальної терористичної організації «Десять кілець», який видає себе за документального режисера, який пояснює, що справжній лідер організації незадоволений діями Слеттері, який використовує титул лідера організації, в результаті чого його ув'язнюють у в'язниці організації в горах.

### «Шан-Чі та легенда десяти кілець»
У 2014 році справжній лідер організації «Десять кілець» — Венву — поміщає Тревора в темницю на своїй базі в горах. Через кілька років Слеттері зустрічає міфічну істоту, на ім'я Морріс, і за час, проведений з ним, вчиться його розуміти. У 2024 році, Шан-Чі, Сялінь і Кеті потрапляють під арешт Венву і зустрічають Слеттері. Повністю змінивши свій образ, Тревор практикує вірші Вільяма Шекспіра і виступає в організації місцевим блазнем. Трійця визволяє Тревора і Морріса з бази Венву і відправляється в бамбуковий ліс. За допомогою Морріса, Тревор направляє їх через бамбуковий ліс в міфічне село Та Ло в альтернативній реальності. Прибувши в село, Слеттері приєднується до жителів села в протистоянні спочатку з Венву й організацією «Десять кілець», а потім, після об'єднання команд, протистоїть Мешканцю Темряви і його поплічникам. Через деякий час Тревор на час всієї битви прикидається мертвим, разом з Моррісом. Після битви Слеттері, разом з жителями Та Ло, згадує загиблих у битві та залишається в селі.

## Характеристика
Для свого виконання в ролі Слеттері в ролі Мандарина Кінґслі «хотів голос, який збив би з пантелику західну аудиторію. Мені потрібен був голос, який звучав би набагато більш місцево і знайомо — знайомий, як голос вчителя або голос проповідника. Майже доброзичливий вчитель, який намагається навчати людей для їхнього ж блага». Блек пояснив, що частина зміни персонажа з коміксів полягала в тому, щоб уникнути стереотипу Фу Манчу, і замість цього сказав, що він «накидає навколо себе плащ з китайських символів і драконів, тому що він представляє його нав'язливу ідею Сунь-цзи в різних стародавніх військових мистецтвах, які він вивчав». Відео, в яких Мандарин дає історичну довідку про «атаки», показують, як він був створений «мозковим центром людей, які намагаються створити сучасного терориста», і таким чином, «представляє кожного терориста по-своєму» з Південної Америки тактика повстанців на відео Осами бен Ладена. Полковник Курц з «Апокаліпсису сьогодні» також вплинув на Мандарина.

## Створення
Під час написання сценарію для «Залізної людини 3» Шейн Блек і Дрю Пірс хотіли тематично відобразити «ідею Тоні [Старка] про фальшиві обличчя та ідею подвійної особистості Тоні як супергероя, який в основному використовує своє самовизначення через фальшиве обличчя Залізної людини». Пірс сказав Блеку: «А що, якщо Мандарин — актор?», і персонаж розвивався звідти. Бен Кінґслі вступив у переговори про роль у квітні 2012 року і приєднався до складу «Залізної людини 3» до вересня, коли заявив: «Зовсім скоро я буду з усіма, ми обговоримо зовнішній вигляд, відчуття і напрямок персонажа. Поки що ще дуже рано, але я так схвильований, що опинився на борту».
Ідея для Marvel One-Shots, зосереджена на Слеттері, була задумана на «Залізній людині 3», поставленій Пірсом і продюсером Стівеном Бруссаром. Marvel Studios і консультант Джосс Відон позитивно оцінили короткометражку, покладаючись на участь Кінґслі. У жовтні 2013 року Кінґслі сказав, що разом з Marvel працював над секретним проєктом за участю «багатьох членів команди, які були залучені в “Залізній людині 3”». Пізніше з'ясувалося, що це короткометражка, написана і знята Пірсом. Хоча деякі діалоги написані у відповідь на критику образу Мандарина в «Залізній людині 3», сюжет був написаний просто як продовження сюжетної лінії Десяти кілець і Мандарина, представлених у всіх фільмах про Залізну людину. Пірс написав короткометражку так, щоб вона була досить невизначеною, щоб сюжетну лінію можна було продовжити в майбутніх фільмах або телесеріалах.

## Сприйняття
Розкриття Тревора Слеттері у фільмі «Залізна людина 3» після того, як тільки його терористична особистість Мандарина була знайдена, було зустрінуте неоднозначною реакцією, оскільки багато фанатів коміксів виступили проти змін, внесених в оригінального персонажа. Метт Сінґер з Business Insider захистив поворот, сказавши: «Вони не засмучені фільмом, тому що він поганий — це було б законною скаргою — вони засмучені, тому що він хороший, але не такий, як був в оригінальних коміксах». Сінґер вважав, що фільм «досить блискуче обходить це мінне поле [расистської карикатури коміксів], використовуючи його як паливо для сатири; розкриваючи міш-маш сходознавчих образів Мандарина Кінґслі як конструкцію, покликану розіграти страхи неосвічених людей. Припускає, що нам слід набагато більше турбуватися про добре одягненого, аморального генерального директора, ніж про розпливчасто визначеного “Друга” з безлічі поганих творів попкультури ... Частково в “Залізній людині 3” мені сподобалося те, що він зробив щось інше. Там, де деякі читачі побачили ляпас, я побачив освіжаючі зміни».
Девін Фарачі з Birth.Movies.Death. виявив, що персонаж є більш «задовільним», ніж могла б бути більш точна версія персонажа, заявивши, що «розкриття правди, що лежить в основі Мандарина, було б марним, якби з ним погано поводилися. На щастя, Блек вибрав на цю роль сера Бена Кінґслі, і той зносить роль. У ролі Мандарина він є серцем темряви, стилізованим злиттям демагогів і терористів за чотири десятиліття. У ролі Тревора Слеттері ... він комічна мрія, безладна плутанина, в яку Кінґслі просто весело падає. Це блискуче виконання». Джої Еспосайто, який писав для IGN, був «повністю шокований» негативною реакцією фанатів на персонажа, вважаючи, що оновлення було поліпшенням, оскільки він уникав «традиційного зображення персонажа, яке є увічненням стереотипу, якому немає місця в сучасному суспільстві». Еспосайто подумав, що навіть початкове зображення Мандарина у фільмі було «безглуздим і дурним», і що показ Слеттері «погасив» цю частину фільму для нього.
У відповідь на суперечки фанатів Пірс сказав: «Я неймовірно пишаюся тим, що ми зробили, а також тим фактом, що ми насправді приховали сюрприз у великому літньому фільмі, що, з погляду логістики, дійсно складно зробити. , зараз. Я був здивований тим, що невелика, але голосна група злиться з приводу [зміни персонажа], але ... я бачив, як цей сюрприз може бути шоком. І мені шкода, що це розлютило людей, але мені також подобається, що це наша робота - розширювати межі та дивувати, і, сподіваюся, захоплювати». Блек, також відповідаючи на суперечки, сказав: «Що мені було корисно у виконанні Мандарина в цьому фільмі, так це те, що він пропонує спосіб показати, як люди замішані в страху ... сподіваюся, до кінця ви скажете: „Так, ми дійсно злякалися Мандарина, але зрештою він дійсно був не такий вже й поганий“. Фактично, все це було лише продуктом цього анонімного закулісного хлопця», а не «доступною й очевидною метою», «посланням, більш цікавим для сучасного світу».
В огляді «Хай живе король» Кліфф Вітлі, також з IGN, описав короткометражку як «повернення до милої особистості невдахи Тревора ... яка має задовольнити як шанувальників, так і ненависників» персонажа. Він додав, що «Кінґслі знову блищить у ролі Слеттері, відчуженого і неосвіченого, але більш ніж щасливого повернутися в режим Мандарина, якщо він сподобається його шанувальникам». Фарачі відчував, що персонаж «ідеально використовувався в „Залізній людині 3“, і давши йому більше екранного часу тут, в спіноф-проєкті, він відчуває правильний спосіб повернутися до нього. Кінґслі весело проводить час, розповідаючи безліч чудових жартів і занурюючись прямо в неосвіченого, егоцентричного персонажа, який уособлює всі наші найгірші стереотипи про акторів».